# Siamzha
Siamzha (ruso: Ся́мжа) es un pueblo (seló) de Rusia, capital del ókrug municipal homónimo en la óblast de Vólogda.
En 2021, el pueblo tenía una población de 3967 habitantes. Se ubica a medio camino entre Vólogda y Velsk sobre la carretera M8. Por el casco urbano fluye el río Siámzhena.

## Historia
Se ubica en un área rural poco poblada, en la que hasta principios del siglo XX no existía ninguna localidad importante. En 1929, para completar el mapa de raiones del krai del Norte, se creó el actual raión de Siamzha, cuyo topónimo hacía referencia originalmente al río Siámzhena. Sin embargo, al no encontrarse una localidad estable para asentar la sede administrativa, en 1931 se repartió el territorio distrital entre los vecinos raiones de Totma y Járovsk. En 1935 se decidió restaurar el raión, fijando para ello la capital en un nuevo pueblo llamado "Siamzha", que se fundó fusionando cuatro aldeas colindantes: Dyakovskaya, Yeremija, Gorka y Popovka. El nuevo pueblo unificado no superó los mil habitantes hasta la década de 1960. Antes de que el raión de Siamzha se reorganizase como ókrug municipal en 2022, el pueblo formaba un asentamiento rural sin pedanías.